# Pilea linearifolia
Pilea linearifolia là loài thực vật có hoa trong họ Tầm ma. Loài này được C.J. Chen miêu tả khoa học đầu tiên năm 1979.